# Chiesa di San Nicola (Rondanina)
La chiesa di San Nicola da Bari è un luogo di culto cattolico situato nel comune di Rondanina, in piazza San Bernardino, nella città metropolitana di Genova. La chiesa è sede della parrocchia omonima del vicariato del Genovesato della diocesi di Tortona.

## Storia e descrizione

L'altare maggiore

Situata nella piazza principale del piccolo borgo di Rondanina, la stessa dove sono ubicati il municipio, il rifugio e il museo della flora e fauna, la chiesa fu riedificata verso la fine del XIII secolo sui resti di un preesistente edificio religioso in stile romanico, del quale rimangono alcuni resti nell'odierna struttura. Un secondo riadattamento, se non una vera e propria ricostruzione, fu avviato nel corso del XVIII secolo.
Nella facciata, sopra il portale d'ingresso, è presente un'edicola con una piccola statua del santo titolare della chiesa; il vicino e alto campanile fu in parte ricostruito e alzato nel corso del 1783.
La struttura interna si presenta con una divisione a tre navate, con la volta e le pareti arricchite da decorazioni policrome effettuate dopo la ricostruzione settecentesca. Sopra l'altare maggiore, realizzato in marmo, così come la balaustra, nella metà del XVIII secolo, è ubicato un crocifisso ligneo. Ad opera di maestranze locali è il pulpito in legno intarsiato.
Una statua raffigurante la Madonna col Bambino è ospitata nell'altare in fondo alla navata destra, dedicato alla Beata Vergine del Rosario e decorato nel 1762.